# Willem Lengton
 Willem Lengton  (Zwolle, 4 april 1917 - Wassenaar, 14 april 1944) was een Nederlandse verzetsstrijder tijdens de Tweede Wereldoorlog. Zijn verzetsnaam was Wim van de Elst.

## Levensloop
Lengton groeit op in een middenstandsgezin in Zwolle. Hij volgt de officiersschool te Kampen. Bij het uitbreken van de oorlog is hij als bureauchef werkzaam bij de Rijksdienst voor Werkverruiming in Zwolle. Daarnaast is hij actief als leider van een verkennersgroep van de Zwolse Padvinderij.
In de meidagen van 1940 vecht hij als vaandrig aan de Grebbelinie mee tegen de Duitse overmacht. Om zich aan de Arbeitseinsatz te onttrekken duikt hij medio 1943 onder in Soest.

## Leiding KP-Soest
Na korte tijd is hij de onbetwiste leider van de KP-Soest. Een knokploeg die o.a. in samenwerking met verzetsleider Johannes van Zanten met succes overvallen op distributiekantoren van Betuwse gemeenten beraamt en uitvoert. Ook bij de roemruchte Tilburgse zegeltjeskraak (begin 1944) vervult Lengton een hoofdrol.
Eerder leidde hij in november 1943 de geslaagde overval op het kantoor van zijn voormalige werkgever, het Bureau voor Werkverruiming te Zwolle. Door de roof en vernietiging van een groot kaartenbestand wordt de tewerkstelling van arbeidskrachten in Duitsland ernstig bemoeilijkt.

## Arrestatie en executie
Als gevolg van het beruchte verraad van Miep Oranje valt de KP-Soest begin 1944 uiteen. Lengton verlaat Soest en wijkt uit naar een onderduikadres in Amersfoort. In de nacht van 12 op 13 februari wordt hij op een ander adres aldaar door de Sicherheitsdienst - in het bezit van een pistool en bonkaarten - van zijn bed gelicht. Zijn arrestatie voltrekt zich in de nasleep van de mislukte overval, de voorgaande dag, door een RVV-groep op het distributiekantoor te Amersfoort. Dramatischer kon het nauwelijks uitpakken, omdat Lengton, die koelbloedigheid aan voorzichtigheid paarde, deze actie als te gevaarlijk en overbodig had afgeraden en de beramers ervan 5000 bonkaarten uit de LKP - voorraad had aangeboden
Hij werd ingesloten in het Huis van Bewaring aan de Weteringschans in Amsterdam. Na op 10 april naar de gevangenis van Scheveningen (Oranjehotel) te zijn overgebracht, werd hij standrechtelijk ter dood veroordeeld en op 14 april 1944 op de Waalsdorpervlakte gefusilleerd.

## Vernoeming
Groep 1 Zwolle van Scouting Nederland, waaraan Lengton leiding gaf, is na de oorlog "Vaandrig Lengton Groep" genoemd. Met de oprichtingsdatum van 19 december 1910 zegt de Vaandrig Lengton Groep de oudste nog bestaande scoutingvereniging van Nederland te zijn.